# Регіна Лочмеле
Регіна Лочмеле-Луньова (латис. Regīna Ločmele-Luņova; нар.19 листопада 1966, Севастополь) — латвійська журналістка, громадська діячка, депутатка 12-го та 13-го Латвійського сейму від партії «Злагода».

## Біографія
Народилася 1966 року в Севастополі, в сім'ї офіцера Чорноморського флоту Яніса Лочмеліса та його дружини Лариси. У 1970-х разом з батьками та молодшою сестрою Юлією переїхала жити до Риги.
Навчалася в середній школі в Ризі, яку закінчила 1983 року, потім вступила в Латвійський університет, здобувши 1988 року спеціальність журналістки. Працювала на Латвійському телебаченні, вела програми новин, працювала на радіо.
Після відновлення незалежності Латвії вступила до Інституту міжнародних відносин при ЛУ і 1994 року його закінчила.
З 1997 року займалася бізнесом, стала виконавчою директором (до 2007) фірми з організації концертів VIP-Promotion, входила в правління охоронного центру Ягуар (2003—2008).
2007 року здобула ступінь магістра соціальних наук у науці управління.
2007 року в Сочі взяла участь у конкурсі краси для одружених жінок «Mrs. World», а також зустрілася з Рамзаном Кадировим у Чечні.
Працювала також у «Rigas namu pārvaldnieks» керівницею відділу зв'язків з громадськістю.

## Політична діяльність
У 2014 році обрана депутаткою Сейму за списками партії «Згода». 2015 року прокуратура порушила кримінальну справу проти Лочмеле-Луньової разом з іншими підозрюваними у несплаті податків і легалізації незаконно отриманих коштів. Вона відкинула звинувачення, але мандат депутата склала.
2017 року була обрана до Ризької думи від об'єднаного списку «Злагоди» та руху «Честь служити Ризі!».
2018 року кримінальну справу стосовно неї припинили через відсутність складу злочину.
У жовтні 2018 року на парламентських виборах була знову обрана депутаткою Сейму та стала головою підкомісії з житла комісії з держуправління та справ самоврядування.
У травні 2019 року балотувалася на виборах до Європейського Парламенту, але не була обрана.

## Громадська діяльність
2013 року після 21 листопада обвалення супермаркету в Ризькому мікрорайоні «Золітуд», внаслідок якого загинули 54 особи, 23 дитини віком від 2 місяців до 18 років залишилися сиротами, активно допомагала постраждалим і членам їхніх сімей. Створила й очолила товариство «Золітуде 21.11», яке представляло інтереси постраждалих у державних і громадських інстанціях, а також у суді у кримінальній справі проти підозрюваних у винності у цій трагедії.
2015 року випустила двома мовами книгу пам'яті загиблих і постраждалих «Пам'ятай Золітуді».
2017 року обрана до правління громадської організації власників квартир та орендарів землі «Tauta pret zemes baroniem» («Народ проти земельних баронів»), мета якої — допомогти мешканцям багатоквартирних будинків захистити свої права у примусовій оплаті оренди землі, денаціоналізованої під такими будинками рішенням Сейм, і скупованою низкою підприємців, які перетворили примусову оренду на вигідний бізнес. 2017 року подали кілька позовів до судів про оскарження стягнення платежів за оренду землі заднім числом. 28 червня виграно перший процес.
12 квітня 2018 року Конституційний суд Латвії за заявою власників землі, розглянувши справу № 2017-17-01, визнав такими, що не відповідають Конституції, зміни до Закону про приватизацію житлових будинків, які встановлювали орендну плату не вище 5 % від кадастрової вартості земельної ділянки у 2018 році, зі зниженням 2019-го до 4 % і 2020-го — до 3 % у разі, якщо власники землі та власники квартир не змогли домовитися між собою про розмір орендної плати. Таким чином власники отримали можливість застосовувати ставку, що раніше діяла, 6 %, оскільки необхідні зміни в законі прийняті не були. І вони почали вимагати підвищені суми, додаючи до них ще й ПДВ 21 %, пропонуючи також власникам квартир у будинках, що стоять повністю чи частково на чужій землі, укладати з її власниками індивідуальні договори. Товариство «Народ проти земельних баронів» роз'яснювало, що це незаконно.

## Книги
Регіна Лочмеле-Луньова. Пам'ятай про Золітуду. Книга пам'яті жертв Золітудської трагедії. / Видання товариства «Zolitūde 21.11». // Рига, 2015. — 206 с. SBN 978-9934-14-718-0.